# Rosalie Gangué
Rosalie Gangué   (31 de maig de 1975) és un atleta (corredora de mitja distància) txadiana que va competir internacionalment pel Txad. Va ser la primera dona a representar el Txad als Jocs Olímpics.
Gangué va representar el Txad als Jocs Olímpics d'estiu del 1992 a Barcelona. Tenia 17 anys i va competir als 800 metres, però no es va classificar per a la següent ronda. També va competir als 1500 metres on va acabar la 10a, per tant, tampoc es va classificar.